# Institut suédois à Athènes
L'Institut suédois à Athènes (suédois : Svenska institutet I Athen, grec moderne : Σουηδικό Ινστιτούτο Αθηνών) est l'un des dix-sept instituts archéologiques étrangers opérant à Athènes et en Grèce.

## Installation
La fondation de l'Institut a été préparée par des missions archéologiques suédoises telles que celle qui a commencé à fouiller à Asinè en 1922 sous la direction d'Axel Waldemar Persson (en). 
Établi en 1948, l'Institut suédois à Athènes est le septième institut archéologique étranger fondé en Grèce et le premier depuis la Première Guerre mondiale. Il enregistre un nombre important de fouilles et de relevés en Crète. Avec ses homologues danois, finlandais et norvégien, l'institut suédois contribue à la bibliothèque nordique à Athènes (en).

## Implantations
L'Institut suédois a son siège dans le quartier athénien de Makriyánni, au no 9 de la rue Mitséon, non loin du musée de l'acropole. Il possède également une résidence à Kavála qu'il met à disposition des artistes, écrivains et universitaires suédois.

## Travaux archéologiques
L'institut a conduit des projets de fouilles archéologiques à Aphidna (Attique), Asinè (Argolide), Agios Elias (Arcadie), Berbati (Argolide), La Canée Kastelli (Crète), Dendra (Argolide), Calaurie (Poros), Malthi (Messénie), Midéa (Argolide), Paradeisos (Thrace occidentale) et des relevés à Asea (Arcadie), Makrakómi (Phthiotide) et Vlochos (Thessalie).

## Liste des directeurs

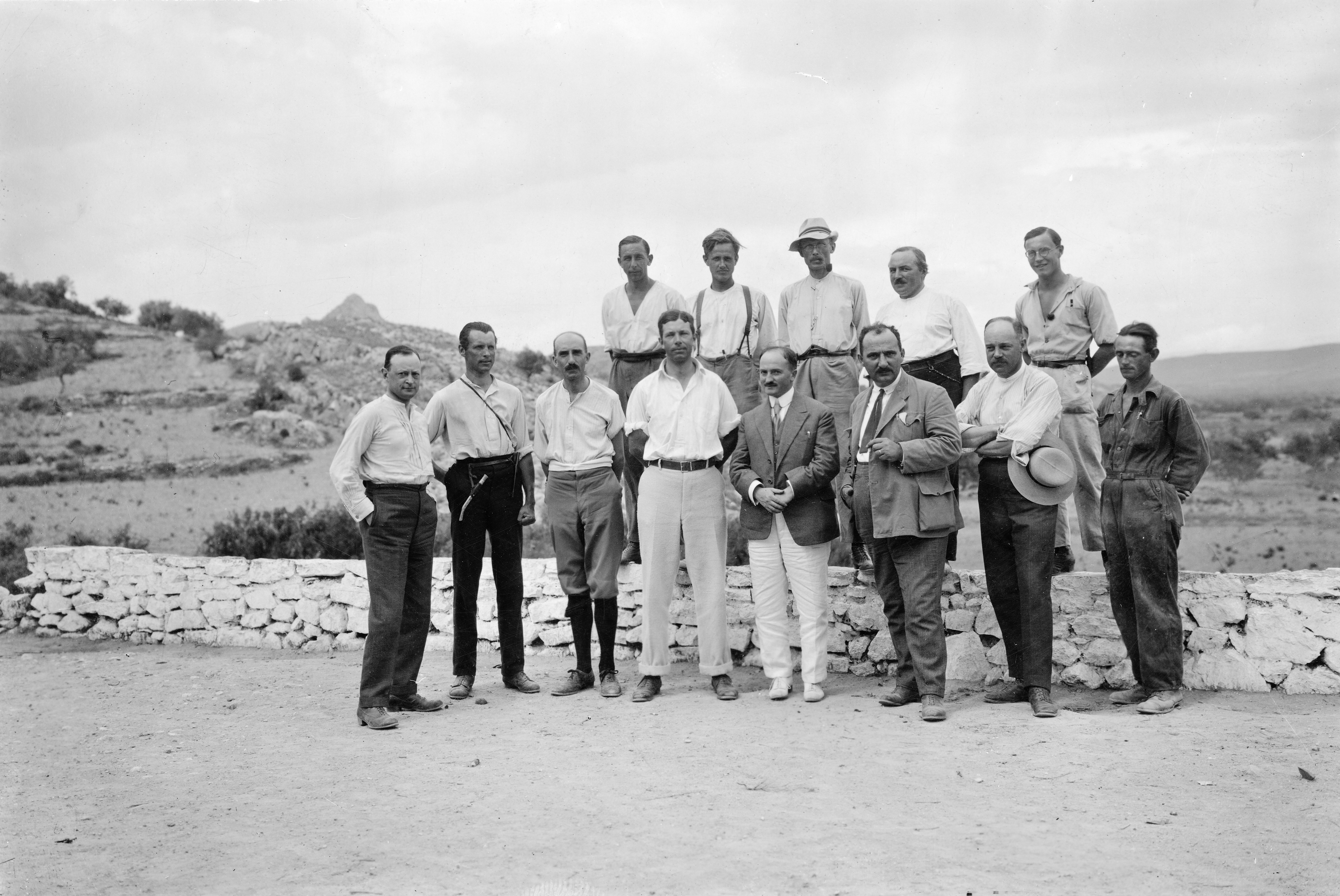
Groupe d'archéologues à Asinè en 1922. De gauche à droite, au premier rang, Erik Wettergren, C. G. D. Hamilton, Alan Wace, le prince héritier Gustave Adolphe de Suède, Charles Picard, Nikolaos Kyparissis, Axel Hallin, Harald Faith-Ell ; au second rang, J. Carlen, Einar Gjerstad, Otto Frödin, Axel W. Persson, Gunnar Hultin.

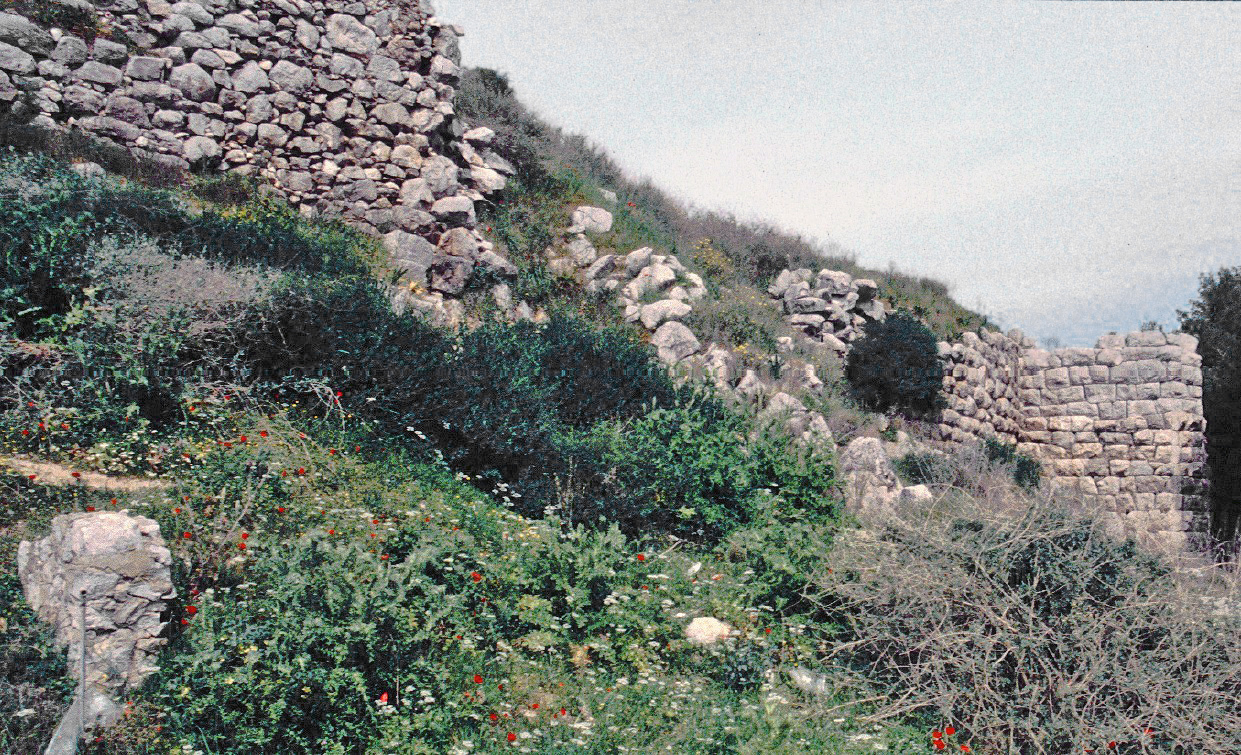
Murs hellénistiques à Asinè (Argolide), fouilles suédoises depuis 1920.

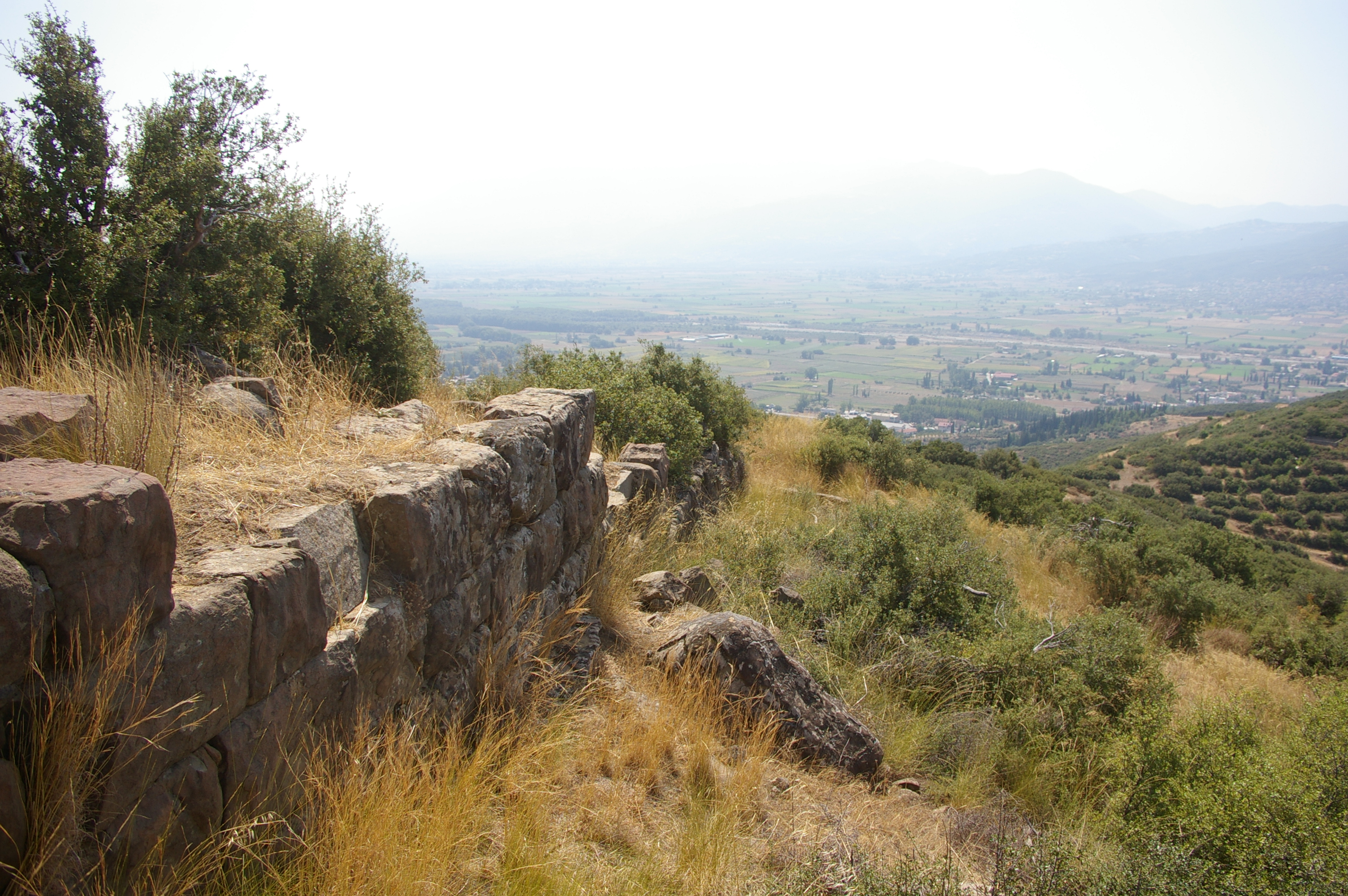
Makrakómi (Phthiotide), site étudié par l'Institut depuis 2010.

- Erik Holmberg 1947–1948
- Åke Åkerström (en) 1948–1956
- Arne Furumark 1956–1957
- Paul Åström (en) 1958–1963
- Carl-Gustaf Styrenius 1963–1971
- Åke Åkerström (en) 1971–1972
- Pontus Hellström 1972–1976
- Robin Hägg 1976–1994
- Berit Wells 1994–2003
- Ann-Louise Schallin 2004-2010
- Arto Penttinen 2010-2016
- Jenny Wallensten 2017-